# Lamberto García Atance
Lamberto García Atance (Madrid - 1905 - 1995
) fou un notari i polític espanyol, president de la Diputació d'Alacant durant el franquisme.
El 1927 es va llicenciar en dret a la Universitat Central de Madrid i el 1932 aprovà les oposicions per la cos de Notaris. Durant la Segona República Espanyola va militar políticament en l'extrema dreta, primer a Acció Popular i després a Falange Española. El 1934 fou destinat com a notari a Alacant, ciutat en què va desenvolupar la seva carrera política. En produir-se el cop d'estat del 18 de juliol fugí a la zona revoltada i es posà de part de les autoritats colpistes, qui el nomenaren jutge a Jerez de la Frontera i membre de la Delegació de Justícia a la província de Toledo. En acabar la guerra civil espanyola va tornar a Alacant, on continuà exercint de notari, com a regidor i tinent d'alcalde de l'ajuntament d'Alacant (1946-1954) i membre del consell provincial del Movimiento Nacional, així com responsable del servei de Justícia i Dret de Falange. De 1953 a 1955 fou secretari local del Movimiento Nacional i diputat de la Diputació d'Alacant. De 1955 a 1960 fou president de la Diputació d'Alacant i procurador en Corts. L'abril de 1960 deixà ambdós càrrecs i tornà a Madrid, on va continuar exercint de notari fins a la seva jubilació.